# Raggruppamento Nazionale Democratico
Il Raggruppamento Nazionale Democratico (in francese: Rassemblement National Démocratique; in arabo: التجمع الوطني الديموقراطي) è un partito politico algerino fondato il 21 febbraio 1997.
Il secondo congresso del partito si svolse dal 15 al 17 maggio 2003.
È guidato dall'ex Primo ministro Ahmed Ouyahia.

## Risultati
| Elezione          | Voti      | %     | Seggi     |
| ----------------- | --------- | ----- | --------- |
| Parlamentari 1997 | 3.533.434 | 33,66 | 155 / 380 |
| Parlamentari 2002 | 633.272   | 8,53  | 47 / 389  |
| Parlamentari 2007 | 597.712   | 10,44 | 62 / 389  |
| Parlamentari 2012 | 524.057   | 6,86  | 70 / 462  |
| Parlamentari 2017 | 964.729   | 14,96 | 100 / 462 |
| Parlamentari 2021 | 198.758   | 4,31  | 58 / 407  |